# Pereira (Mirandela)
Pereira is een plaats (freguesia) in de Portugese gemeente Mirandela en telt 245 inwoners (2001).